# Sayfo
Genocidul asupra asirienilor sau Sayfo (în siriacă ܣܝܦܐ, în traducere „Sabia”) a fost comis asupra minorității creștine asiriene din Imperiul Otoman începând cu anul 1915, concomitent cu Genocidul armean și Genocidul grec.
Cel puțin 250.000 de asirieni creștini, circa jumătate din populația totală a acestora, și 350.000–750.000 de greci anatolieni⁠(d) și pontici au fost omorâți între 1915 și 1922.